# Werewolves of London
Werewolves of London è una novelty del cantautore statunitense Warren Zevon, pubblicata su singolo il 18 gennaio 1978 come terzo estratto dal terzo album in studio Excitable Boy.

## Successo commerciale
Il singolo ottenne successo in tutto il mondo arrivando a scalare le classifiche di diversi paesi.

## Cover
- David Lindley ha realizzato una cover nel 1988.
- I Magnolia Electric Co. hanno realizzato un'altra cover nel 2005.
- Gli Elio e le Storie Tese hanno realizzato una cover parodistica di questo brano intitolata Licantropo vegano nel 2017.

## Altri utilizzi
Il singolo All Summer Long di Kid Rock del 2008 contiene un campionamento del brano.